# 금사향
금사향(琴絲響, 본명: 최영필, 1929년 1월 30일 ~ 2018년 5월 10일)은 대한민국의 가수이며 대한가수협회의 회원이기도 하다.

## 데뷔
- 1946년 럭키 레코드사 주최 조선 13도 전국 가수 선발 대회 1등

## 대표곡
- 홍콩 아가씨 (손로원 작사, 이재호 작곡)
- 님 계신 전선 (손로원 작사, 박시춘 작곡)

## 수상
- 2010년 제16회 대한민국 연예 예술상 특별 공로상
- 2011년 제17회 대한민국 연예 예술상 대상
- 2012년 제3회 대중문화예술상 은관문화훈장

## 경력
- 1946년 상공부 섬유국 영문 타이피스트
- 1948년 서울 중앙 방송국 (현. 한국방송공사) 전속 가수 1기
- 1950년 한국 전쟁으로 군예대 (문화 선전대) 종군